# Сари-Чумиш
Сари́-Чуми́ш (рос. Сары-Чумыш) — село у складі Новокузнецького району Кемеровської області, Росія. Входить до складу Кузедеєвського сільського поселення.
Стара назва — Саричумиш.

## Населення
Населення — 514 осіб (2010; 576 у 2002).
Національний склад (станом на 2002 рік):
- росіяни — 93 %